# Jules Vallès
Jules Vallès (Le Puy-en-Velay, 11 giugno 1832 – Parigi, 14 febbraio 1885) è stato uno scrittore francese.

## Biografia
Giornalista attivo e militante, anarchico e massone , si affiliò all'Internazionale, partecipò di persona all'esperienza della Comune di Parigi e scampò alla fucilazione rifugiandosi a Londra.
Scrisse una trilogia: L'enfant (1879), Le bachelier (1881) e L'insurgé (1886), in cui raccontò la sua vita in un affresco di beffarda ironia contro una società che Vallès disprezzava. Fu anche tra le più interessanti figure del movimento naturalista.